# 칼 데인

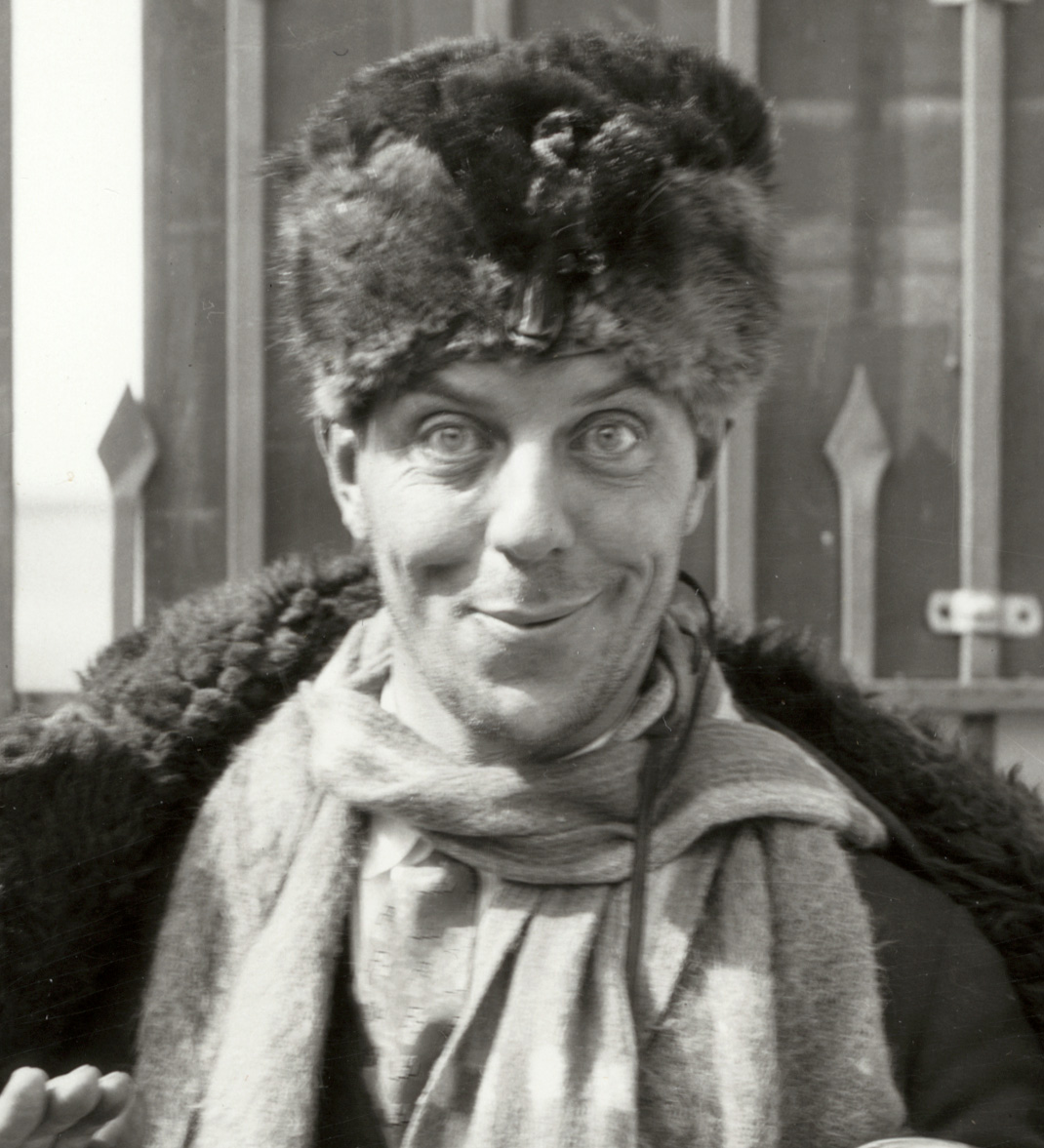

칼 데인(영어: Karl Dane, 1886년 10월 12일 ~ 1934년 4월 14일)은 덴마크계 미국 배우이다.
코펜하겐에서 태어났으며 본명은 라스무스 카를 테르켈센 고틀리브(Rasmus Karl Therkelsen Gottlieb)다. 로스앤젤레스에서 사망하였다. 할리우드 포에버 공동묘지에 매장되었다.

## 영화
- 뉴 문 (1930년)
- 몬타나 문 (1930년)
- 마치 오브 타임 (1930년) - 본인 역
- 프리 앤 이지 (1930년)
- 어 레이디스 모랄스 (1930년)
- 빅 하우스 (1930년)
- 네이비 블루스 (1929년)
- 미스티어리어스 아일랜드 (1929년)
- 더 트레일 오브 '98 (1928년)
- 쇼 피플 (1928년)
- 주홍글씨 (1926년)
- 빅 퍼레이드 (1925년)